# Coleophora hancola
Coleophora hancola là một loài bướm đêm thuộc họ Coleophoridae. Nó được tìm thấy ở Nhật Bản.
Sải cánh dài khoảng 12 mm.
Ấu trùng ăn Alnus japonica. 